# إيمرسون نييتو
إيمرسون نييتو (بالإنجليزية: Emerson Nieto)‏ هو لاعب كرة قدم أمريكي في مركز الوسط، ولد في 3 أكتوبر 2001 في فورت واين في الولايات المتحدة. لعب مع إندي إليفن.